# Liste d'attentats meurtriers
Pour les articles homonymes, voir Attentat (homonymie).
Cet article comprend une liste non exhaustive d'attentats meurtriers dans l'ordre chronologique.

## Statistiques

Nombre d'incidents terroristes dans le monde,

### Attentats-suicides
Depuis l'attaque contre l'ambassade américaine à Beyrouth, en avril 1983, le politologue Robert A. Pape a recensé, en 2003, 188 différents attentats-suicides dans le monde, qui ont touché le Liban, Israël, le Sri Lanka, l'Inde, le Pakistan, l'Afghanistan, le Yémen, la Turquie, la Russie, les États-Unis , la Belgique ainsi que la France. Il en comptait 31 dans les années 1980, 104 dans les années 1990, et 53 en 2000 et 2001, indiquant ainsi une diffusion constante de ce modèle tactique.
Mais si Pape comptait 188 attentats-suicides sur deux décennies, ceux-ci ont atteint un pic inégalé après les  attentats du 11 septembre 2001. Ainsi, 80 % des attentats-suicides depuis 1968 ont eu lieu après le 11 septembre 2001, selon Bruce Hoffmann, vice-président de la RAND Corporation. De 2000 à 2004, il y a eu 472 attentats-suicides, dans 22 pays, qui ont massacré plus de 7 000 personnes, soit plus du double que lors des deux décennies précédentes. En 2004, il y avait plus d'un attentat-suicide par jour en Irak.
Dans le même temps, le nombre total d'actes de terrorisme baissait d'un pic de 666 en 1987 à 274 en 1998, remontant à 348 en 2001.
Les Tigres Tamouls ont été responsables de 75 des 186 attentats-suicides de 1980 à 2001, soit près de la moitié pendant cette période. En moyenne, les 188 attentats-suicides qui ont eu lieu de 1980 à 2001 ont tué 13 personnes chacun (sans compter les attaques du 11 septembre 2001 ni leurs auteurs eux-mêmes). Pendant le même laps de temps, il y eut en tout, dans le monde, 4 155 attentats, qui ont tué 3 207 personnes (en excluant toujours le 11 septembre), soit moins d'une victime par attentat. Ainsi, de 1980 à 2001, les attentats-suicides représentaient 3 % des attentats (ou attaques terroristes), mais étaient responsables de 48 % des morts dus au terrorisme (toujours en excluant le 11 septembre). Ces chiffres indiquent clairement la nature beaucoup plus mortifère des attentats-suicides que des autres formes d'attentats.

## Liste chronologique

### XVIIIesiècle
- 13 décembre 1789, France : 26 morts et 41 blessés dans l'attentat de Senlis par Louis Michel Rieul Billon, dit l'horloger Billon. Ce meurtre de masse, touchant principalement des militaires de la Garde nationale, fut longtemps inégalé en tant qu'attentat-suicide. Son auteur décède lynché à la suite du déclenchement volontaire de l'explosion de sa maison.

### XIXesiècle
- 24 décembre 1800, France : 22 morts et 56 blessés dans un attentat dans la rue Saint-Nicaise visant à tuer Napoléon Bonaparte. L'opération fut un échec[7].
- 28 juillet 1835, France : un attentat manqué du conspirateur corse Giuseppe Fieschi contre le roi Louis-Philippe, boulevard du Temple à Paris, tue 18 personnes, dont le maréchal Mortier, et en blesse 42.
- 14 janvier 1858, France : un attentat perpétré par Felice Orsini et visant à tuer Napoléon III échoue, mais fait 8 morts et 142 blessés[8].

#### Ère des attentats (1892-1894)
- 25 avril 1892 : Les anarchistes français Théodule Meunier et Jean-Pierre François (Francis) posent une bombe dans le café Le Very, visant le propriétaire de l'établissement, Very, qui vient de dénoncer Ravachol à la police. Deux personnes meurent, dont Very[9].
- 8 novembre 1892 : L'anarchiste français Émile Henry fait exploser un commissariat en réponse à la répression de la grève de la mine de Carmaux. Quatre personnes sont tuées[10].
- 24 septembre 1893 : L'anarchiste catalan Paulí Pallàs (en) essaie d'assassiner Arsenio Martínez Campos. Il échoue et provoque deux morts et seize blessés[11].
- 7 novembre 1893 : L'anarchiste catalan Santiago Salvador lance deux bombes dans le parterre bourgeois du théâtre du Liceu, tuant entre 20 et 30 personnes et en blessant entre 27 et 35[12]. Cet attentat est considéré comme le premier cas de terrorisme indiscriminé[12].
- 12 février 1894 : L'anarchiste français Émile Henry fait exploser le café Terminus, provoquant un mort et dix-sept blessés[12]. Considéré comme l'un des premiers cas de terrorisme indiscriminé[12].

#### Années 1900

##### 1906
- 31 mai, Espagne : le jour du mariage du roi Alphonse XIII, une bombe explose au milieu du cortège, faisant 25 morts et une centaine de blessés[13].

#### Années 1910

##### 1914
- 28 juin, Autriche-Hongrie : un attentat à Sarajevo, commis par Gavrilo Princip, coûte la vie à l'archiduc François-Ferdinand, héritier de l'empire austro-hongrois, et à son épouse la princesse de Hohenberg[14]. Cet attentat est considéré comme l’événement déclencheur de la Première Guerre mondiale.

#### Années 1920

##### 1920
- 16 septembre, États-Unis : à New York, un attentat devant la banque JP Morgan fait 38 morts et 143 blessés[15].

##### 1921
- 13 décembre, Roumanie à Bolhrad, l'attentat du palais de Bolgrad fait 100 morts.

##### 1925
- 16 avril, Bulgarie : l'attentat de la cathédrale Sveta-Nedelya, à Sofia, perpétré par le Parti communiste bulgare lors d'une cérémonie funèbre, tue 150 personnes et en blesse près de 500[16][source insuffisante].

##### 1927
- 18 mai, États-Unis : l'attentat de Bath Consolidated School fait 45 morts dans une école rurale du Michigan.

#### Années 1930

##### 1934
- 9 octobre, France : l'assassinat du roi Alexandre Ier de Yougoslavie et de Louis Barthou à Marseille fait au total 6 victimes[17].

##### 1939
- 8 novembre, Reich allemand : une tentative d'assassinat de Hitler dans une brasserie de Munich, perpétrée par Georg Elser, fait 8 morts, dont 7 membres du parti nazi, et 63 blessés. Hitler avait quitté les lieux plus tôt que prévu, et n'est donc pas atteint[18].

#### Années 1940
- 20 février 1943 : attentat de la Résistance intérieure française contre la Gestapo dans un lupanar à Nîmes qui fait sept victimes[19].
- 20 juillet 1944, Reich allemand : une tentative d'assassinat de Hitler au Wolfsschanze à Rastenburg fait quatre morts et une vingtaine de blessés, mais Hitler n'est que légèrement blessé[18].

#### Années 1950
- 17 mars 1954 : Massacre de Ma'aleh Aqrabbim, 11 morts et 3 blessés.

#### Années 1960
- 18 juin 1961 : Attentat du train Strasbourg-Paris, 28 morts et 170 blessés.
- 10 mars 1962 : Attentat d'Issy-les-Moulineaux, 3 morts et 47 blessés.
- 12 décembre 1969 : attentat de la piazza Fontana à Milan, 16 morts et 88 blessés.

#### Années 1970
- 21 février 1970, Suisse : une bombe explose neuf minutes après le décollage du vol Swissair SR-330 reliant Zurich à Tel Aviv-Jaffa, et endommage irrémédiablement le Convair CV-990 Coronado immatriculé HB-ICD « Basel-Land ». L'avion s'écrase dans une forêt à proximité de Würenlingen , tuant les quarante-sept occupants de l'appareil. La bombe aurait été destinée à un avion de la compagnie israélienne El Al, mais à cause de retard de ce dernier le bagage cachant l'explosif a été chargé à bord du vol Swissair[20].
- 5 septembre 1972, Munich : prise d'otages de membres de l'équipe israélienne aux Jeux olympiques, 17 morts (dont cinq preneurs d'otage).
- 14 décembre 1973 : Attentat contre le consulat d'Algérie à Marseille par des partisans de l'Algérie française, 4 morts et 28 blessés.
- 24 janvier 1977, Espagne : tuerie d'Atocha. Un groupe d'activistes d'extrême droite assassinent dans le centre de Madrid cinq personnes, dont trois avocats réputés proches du Parti communiste[21].
- Attentat du 20 mai 1978 à Orly

#### Années 1980
- 2 août 1980 : Attentat de la gare de Bologne, 85 tués et 200 blessés.
- 26 septembre 1980 : Attentat lors de la fête de la bière de Munich par un militant d’extrême droite : 13 tués et 211 blessés.
- Attentat de Beyrouth du 15 décembre 1981, 61 tués et 110 blessés.
- 29 mars 1982 : Attentat du Capitole dans un train Paris-Toulouse, 5 tués et 29 blessés.
- Attentat du 15 juillet 1983 à Orly, 8 tués et 56 blessés.
- 9 octobre 1983 : Attentat de Rangoun en Birmanie par la Corée du Nord, 21 tués et 46 blessés.
- 31 décembre : deux attentats à la gare de Marseille-Saint-Charles et dans le TGV Marseille-Paris, 5 tués et 54 blessés.
- 17 septembre 1986 : Attentat de la rue de Rennes à Paris, 7 tués et 55 blessés.

#### Années 1990
- Attentats de 1995 en France
  - Attentat du RER B à Saint-Michel
- Attentat au gaz sarin dans le métro de Tokyo
- Attentat du RER B à Port-Royal
- Massacre de Louxor du 17 novembre 1997

### XXIesiècle

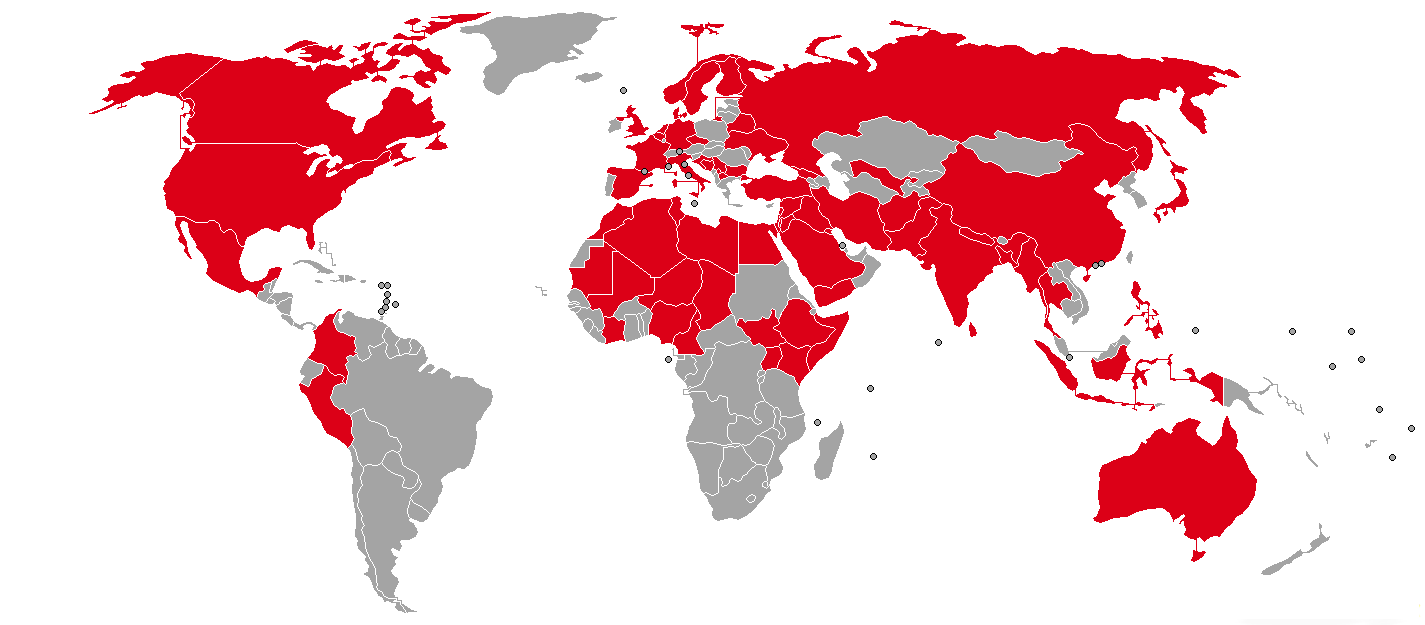
Pays (en rouge) victimes d'au moins une attaque terroriste meurtrière sur leur sol au XXIe siècle (au 7 mai 2016).

#### Années 2000
Dans les années 2000, il y a eu 24 992 attaques terroristes à travers le monde tuant 72 566 personnes.
- Attentats du 11 septembre 2001
- 27 mars 2002, France : une fusillade pendant une séance du conseil municipal de Nanterre fait 8 morts et 19 blessés[23].
- 2002-2003: 23 actes terroristes par un groupe nationaliste au Japon
- 14 février 2005, Liban : assassinat de Rafiq Hariri, ancien premier ministre libanais, par explosion d'un camion piégé, faisant 22 morts et 228 blessés[24].
- 30 avril 2009, Pays-Bas : un attentat contre la famille royale néerlandaise à Apeldoorn fait 8 morts dont le chauffeur de la voiture folle[25]. (voir l'article Attaque contre la famille royale néerlandaise de 2009 pour plus de détails)
- 5 novembre 2009, États-Unis : un psychiatre militaire fait feu dans une base militaire de Fort Hood au Texas, faisant 13 morts et 30 blessés[26]. (voir l'article Fusillade de Fort Hood pour plus de détails)
- 30 décembre 2009, Afghanistan : attentat de la base de Chapman. Un médecin jordanien, agent double d'Al Qaïda enrôlé par les Américains, se fait exploser dans une base de la CIA, faisant 10 morts[27].

#### Années 2010
Les années 2010 sont marquées par différentes guerres comme la Guerre civile syrienne, la guerre civile yéménite, la fin de la première guerre d'Irak et le début de la Seconde guerre civile irakienne. Durant ces années, la guerre se déclare en Libye. En 2011 et pendant 8 mois, la guerre fait rage dans le pays. En 2014, la guerre recommence. Toutes ces guerres voient grandir des groupes islamistes comme l'État islamique, Boko Haram, le front al-Nosra, et bien d'autres. Ces groupes islamistes en Afrique et Moyen-Orient deviennent une menace pour tous les pays du monde. En effet, ces groupes arrivent à recruter des milliers de jeunes occidentaux, médiatiser leurs assassinats et provoquer des attentats meurtriers n'importe où, n'importe quand et par n'importe qui. La prolifération de ces groupes oblige les forces des pays occidentaux, arabes (sunnites), l'Iran et la Russie à intervenir en Syrie et en Irak pour combattre l'État islamique. Les pays occidentaux et sunnites souhaitent aussi la destitution de Bachar el-Assad.[réf. nécessaire]
Les années 2010 sont aussi marquée par l'essor du terrorisme d’extrême droite. Anders Breivik apparaît à la fois comme le précurseur et la référence de cette nouvelle vague de terrorisme. En juillet 2011, cet ultranationaliste norvégien tue 77 personnes dans deux attentats. En 2019, Brenton Tarrant, déclarant agir contre « le Grand remplacement » et le « génocide blanc », massacre 51 personnes dans des attaques visant deux mosquées en Nouvelle-Zélande. Plusieurs attentats frappent également les États-Unis.